# Muzeum Miasta i Rzeki Warty
Muzeum miasta i rzeki Warty – muzeum utworzone przez Zarząd PTTK w Warcie uchwałą z 26 marca 1979, wpisane do Rejestru instytucji, poz. 891/84 Wydział Kultury i Sztuki Urzędu Wojewódzkiego w Sieradzu.
- Historia powstania muzeum zaczyna się w roku 1967, kiedy to w pokoiku XIX-wiecznego Pałacu w Małkowie Oddział PTTK zorganizował „kącik” Reymonta. Zwiedzanie kącika było jednym z punktów regulaminu Ogólnopolskiego rajdu z okazji 100 rocznicy urodzin pisarza. W rok później w wyniku intensywnego gromadzenia przez Eugenię Kaleniewicz, oraz mieszkańców Warty materiałów historycznych i biograficznych „kącik” przekształcony został w Izbę Regionalną którą w roku 1979 przeniesiono do Warty. Izba posiadała w swych zbiorach materiały związane z Władysławem Reymontem, Stanisławem Skarżyńskim, Zygmuntem Andrychiewiczem, oraz Walentyną i Marią Pstrokańską.
- Oficjalne otwarcie Muzeum wraz z nadaniem statutu i nazwy nastąpiło 24 maja 1981 roku. W praktyce oznaczało to przekazanie przez Izbę wszystkich materiałów powstałej placówce, rozszerzenie działalności, powiększanie zbiorów oraz powierzchni wystawienniczej. Obecnie Muzeum posiada 4 sale wystawowe, z czego 3 zajmują ekspozycję stałą, a jedna wykorzystywana jest do wystaw czasowych. Na ekspozycji stałej można oglądać działy tematyczne poświęcone wybitnym postaciom które poprzez swe urodzenie lub pobyt związane były z Wartą, historii miasta i okolic, oraz badaniom archeologicznym z terenów zbiornika „Jeziorsko”.
- Najciekawsze materiały dotyczą znanych postaci z Warty i okolic. Dla historyków sztuki godna uwagi jest postać Stanisława Szukalskiego – rzeźbiarza urodzonego w Warcie. Zainteresowani malarstwem mogą podziwiać sztukę Zygmunta Andrychiewicza, który przez długie lata przebywał w Małkowie i którego twórczość (szczególnie portretowa) jest wysoko ceniona w kraju i za granicą. Entuzjaści lotnictwa mają okazję dowiedzieć wielu szczegółów z życia urodzonego w Warcie pilota Stanisława Skarżyńskiego. Dla miłośników historii ciekawe mogą okazać się dzieje rodzin właścicieli ziemskich, czy wydarzenia z okresu powstania styczniowego.[potrzebny przypis]
- Zajmujące są zbiory archeologiczne, wśród których znajduje się unikatowa waza brązowa sprzed dwóch i pół tysiąca lat, oraz ślady osadnictwa i kultury materialnej terenów doliny Warty.